# Кетрін Маклін
Кетрін Енн Маклін (англ. Katherine MacLean; 22 січня 1925 — 1 вересня 2019) — американська авторка наукової фантастики, відома своїми фантастичними оповіданнями 1950-х років, у яких досліджувала вплив технологічних досягнень на людей і суспільство.

## Профіль
Деймон Найт писав: «Як письменник-фантаст, вона виділяється; її робота не тільки технічно блискуча, але має рідкісну людську теплоту і багатство». Браян Олдіс відзначив, що Кетрін може «робити незрозуміле простим», в той час як Теодор Стерджен зауважив, що вона «зазвичай починає з основи важчої науки або раціоналізує психологічні явища з красиво завершеною логікою».
Згідно з Енциклопедією наукової фантастики, Кетрін Енн Маклін «була в авангарді тих письменників, які намагалися застосувати до легких наук техніку важчих наук».
Її історії були включені до антології, а деякі з них були представлені на радіо і телебаченні. Опубліковано три збірки її оповідань.
У 1947 році Кетрін працювала лаборантом і почала писати наукову фантастику. Її фантастика зазнала значного впливу загальної теорії систем Людвіга фон Берталанфі і часто демонструвала передбачення наукових досягнень.

## Нагороди
Кетрін Маклін отримала премію «Неб'юла» в 1971 році за свою повість The Missing Man (Analog, березень 1971) і стала професійним почесним гостем на першому WisCon у 1977 році. Удостоєна звання почесного автора SFWA в 2003 році від Асоціації авторів наукової фантастики Америки. У 2011 році вона отримала Премію повторного відкриття імені Кордвайнера Сміта.

## Збірки
До першої збірки оповідань письменниці - фантастки "The Diploids and Other Flights of Fancy "(Avon, 1962) увійшли  такі твори, як «The Diploids» (a.k.a. «Six Fingers»), «Feedback», «Pictures Don't Lie», «Incommunicado», «The Snow Ball Effect», «Defense Mechanism» та «And Be Merry» (a.k.a. «The Pyramid in the Desert»).
Друга збірка Кетрін Маклін "The Trouble with You Earth People" («Проблема з вами, землянами») (Donning/Starblaze, 1980) містить 11 творів: «The Trouble with You Earth People», «The Gambling Hell and the Sinful Girl», «Syndrome Johnny», «Trouble with Treaties» (разом з Томом Кондітом), «The Origin of the Species», «Collision Orbit», «The Fittest», «These Truths», «Contagion», «Brain Wipe» та «The Missing Man».

## Оповідання та повісті
- Defense Mechanism («Механізм оборони», 1949). Ця історія про приховані телепатичні здібності була першою історією Кетрін Маклін, яка була надрукована після публікації в журналі «Несподівана наукова фантастика» (жовтень 1949).
- And Be Merry («І будь веселий», 1950). Оригінально видана в «Несподіваній науковій фантастиці» (лютий 1950), ця історія спочатку увійшла в антологію Омнібус наукової фантастики Гроффа Конкліна (Crown, 1952) і також була опублікована під назвою «Піраміда в пустелі». У січні 2006 року Маклін розповіла про науку, яка стоїть за оповіданням:

«І будь веселий» (Їж, пий і веселися, бо завтра ми помремо). Біолог-лаборант, жінка, використовує свого чоловіка, який вирушає в археологічну поїздку, щоб скористатися приватністю та експериментувати над собою для омолодження важким і небезпечним методом. Далі вона досліджує безсмертя, вважаючи, що безпека від випадкової смерті стала для неї настільки цінною, що вона стає боязкою. Зіткнувшись з усяким можливим ризиком, побачивши притулок у лікарні, що врятувало її від бездумної паніки, чоловік знайшов її, усвідомлюючи джерело її проблеми і рятуючи від безсмертя, стверджуючи, що вона має пухлину, яка повільно збільшується в недоступній частині тіла.
Виявивши, що вона не має шансів уникнути остаточної смерті, вона негайно втрачає свою одержимість безпекою, знову стає зацікавленою в біохімії і вигадує нову теорію. Мутація через випромінювання не просто уражає сперматозоїди і яйцеклітини, змінюючи хромосоми в ембріоні і мутованому потомстві, вона також уражає хромосоми в кожній клітині будь-якої живої істоти, пошкоджує і мутує їх, та породжує рак. Цьому не можна запобігти. Вона назвала її «соматичною мутацією» і використовувала нову концепцію погіршення тіла за рахунок повільного радіаційного пошкодження (вік), щоб підкріпити її знову виявлену безрозсудність і бути щасливою.
Навіть зараз більшість біотехнологій не повністю прийняли припущення, що кожна клітина в тілі може генерувати цілу копію людини. Але, можливо, копія буде змінена на гірше через вплив навколишнього випромінювання та інших мутагенів. Можливо, клітині потрібно генерувати плаценту навколо неї, щоб розвиватися в ціле тіло. Щось подібне — це затримати біохіміків від успішного виготовлення копій осіб з організму або клітин крові. До 1953 року було написано ще три історії з новими генетичними ідеями. Деякі з них ще не визнані науковцями.
- Incommunicado (1950). У цій повісті розповідається про зв'язок і комп'ютери; написана Маклін в 1947 році, вона продемонструвала здатність передбачати майбутню еволюцію персональних комп'ютерів. Уривки в цій історії передбачають такі нові цифрові конфігурації, як Google Пошук книг, Google Пошук відео, пристрої КПК, подкастинг і портативні музичні плеєри. На космічній станції, керованій комп'ютером, працівники станції починають несвідомо розвивати музичний зв'язок зі своїм комп'ютером в контурі зворотного зв'язку. Для публікації у червневому випуску журналу Astounding Science Fiction, художник обкладинок Міллер створив одну з найяскравіших обкладинок 1950-х років, поєднуючи емоційне музичне виконання з кібер-технологіями. Ця історія була перевидана десятиліттям пізніше в антології Гроффа Конкліна «Шість великих наукових фантастичних повістей» (Dell, 1960), за нею йшла збірка Маклін The Diploids (Avon, 1962). У січні 2006 року Маклін пригадала цей інцидент, намагаючись зірвати конвенцію електронних інженерів через кілька років після публікації Incommunicado в 1950 році:

У 1930-х і 1940-х роках науковці та люди, які планували бути ними, читали «Дивовижний» (Analog) з пильною увагою до найперспективніших ідей. Вони не відкрито висловлювали свою вдячність науковій фантастиці, адже фінансування залежало від того, що вони висували ідеї, які вони вклали у тестування та перевірку. …
 — Я поспішно озирнулася, щоб знайти двері в лекційний зал, де я могла би прослухати якийсь час засідання і провести низку поточних досліджень, і я зникла б з поля зору перед тим, як мене побачив охоронець. …
Надто пізно, людина з будовою тіла як у захисника, у діловому костюмі підходила до мене. — Я бачу, що у вас немає свого знака. Чи можу я дізнатися ваше ім'я? Я пошукаю його в реєстрі. …
«Кетрін Маклін, я прийшла, тому що справді зацікавлена в цьому …»
Він перервав. — Кетрін Маклін! Ти що, Кетрін Маклін? Він стиснув мою руку і потис її. Хто це була: Кетрін Маклін? Я не прийняв вас за когось іншого?
 — Ви Кетрін Маклін, яка написала «Incommunicado»?
Бездумно з полегшенням, я кивнула. Я не була би зарештована або вигнала, якщо вони приймуть мене за письменницю-фантаста. Він тримав мою руку на руці, обернувся і покликав своїх друзів, що базікали: "Вгадай, хто тут. Маленька жінка, яка написала «Incommunicado»! "
. . . Я не знала, що моя гра з ідеями спілкування приверне увагу престижних дослідників Bell Phone. Я залишила радіо і теорію довжини хвилі для мого тата як один з його захоплень і рано дізналася, що можу отримати неприємний шок від гри зі своєю проводкою. Я не могла пояснити їх ентузіазм. Я повернулася до друкарської машинки і знову втратила свою історію.
Справа в тому, що вчені не тільки читали « Дивовижний-аналог» , вони були шанувальниками письменників і розуміли всі ідеї, навіть незрозумілі ідеї, на які просто натякали.
- «Зворотній зв'язок» (1951). Соціологічна невдача виникає, коли відповідність стає замкнутим колом, що призводить до ще більшої відповідності; вчитель, який говорить на користь індивідуальності, вважається підривним. Спочатку у неперевершеній науковій фантастиці (липень 1951).
- «Синдром Джонні» (1951). Опублікована до того, як була навіть впевнена, що ДНК несе генетичну інформацію, ця історія про серію інженерних ретровірусних виразок, спочатку поширюваних переливанням крові, які генетично змінюють людську расу. Вперше опубліковано в Galaxy Science Fiction (липень 1951).
- «Картинки не брешуть» (1951). Радіозв'язок з позаземним кораблем, який прибуває на Землю. Спочатку в науковій фантастиці Галактики (серпень 1951 р.) Вона була адаптована до радіо, телебачення і коміксів. Адаптацією на британську серію Out of this World була телепередача 11 серпня 1962 року. Версія EC Comics цієї історії була «Chewed Out!», Проілюстрована Джо Орландо для Weird Science 12 (березень — квітень 1952). Розширюючи основну передумову і додаючи комедійні елементи, сценарист Аль Фельдштейн встановив цей параметр як Блайтвілль, Арканзас . У декількох випадках Маклін відзначала, що вона розглядає інтерпретацію EC Comics як перевершує її власну історію.
- «Чоловік, який проклав зірки» (1952, як Чарльз Фей). Бізнес-бандита під слідством повільно обертався проти себе внутрішнім допплеґенгером. Спочатку в планетних історіях (липень 1952). Ця історія доступна онлайн безкоштовно в Project Gutenberg.
- «Ефект сніжок» (1952). Професор соціології, який закликав довести свої теорії про динамічне зростання організацій, переписує правила швейцарського кола малого міста, щоб мати «більше рушійного зростання, ніж Римська імперія». Він набагато більш успішний, ніж він коли-небудь очікував. Спочатку в науковій фантастиці Галактики (вересень 1952),[12] і адаптований для радіосерії X Minus One в 1956 році.[13]
- «Ігри» (1953). Хлопчик стає героєм у своїх ігрових іграх. Спочатку в галактиці наукова фантастика (березень 1953). Доступно в Інтернеті
- «Диплоїди» (1953). У цій повісті молодий юрист підозрює, що він може бути іншопланетником через певні фізичні та біохімічні відхилення, але виявляє, що він є комерційною лінією людських ембріональних клітин, яка продається для досліджень і незаконно вирощується до зрілості. Спочатку в захоплюючих чудових історіях (квітень 1953). Також під назвою «Шість пальців».
- «Космічний мат» (1958). Ця співпраця Маклін і Чарлза В. Де Вета, опублікована в « Несподіваній науковій фантастиці» (березень 1958), була номінована на Г'юго 1959 року. Була розширена як Друга гра в 1962 році і знову в 1981 році. Два геймера грають багаторівневу гру, щоб визначити, чи перемагає цивілізація Землі.
- «Нелюдська жертва» (1958). Опубліковано в « Дивовижній науковій фантастиці» (березень 1958), перевидана в антології Деймона Найта «Вік наукової фантастики» (1962). Спроби місіонера поширювати слово на чужій планеті знівельовані життєвим циклом іншопланетників.
- «Викрадення баронеси 5» (1995) Спочатку опубліковано в « Аналоговому» ; перевидані в антологіях « Жінки інших світів» (під редакцією Гелен Меррік і Тесс Вільямс) і «Визволення жінки» (редакція Коні Вілліс і Шейли Вільямс). У постапокаліптичному світі генетик намагається зберегти і подовжити життя тих нащадків генетичного експерименту, хто вижив, щоб продовжити тривалість життя людей, які пішли у жахливо неправильному наарямку. Замість цього, з кожним поколінням тривалість життя стає коротшою, і оскільки все менше знань передається кожному наступному поколінню, суспільство регресує до феодальної держави. Вона вписується в суспільство, кидаючи себе як свого роду «хорошого відьма», цілителя, передаючи їй медичну експертизу і свої зусилля, щоб виправити шкоду, яке наноситься людському старінню як магія.
- «Зараження» (1950). Спочатку опублікована в Galaxy Science Fiction (жовтень 1950), перевидана в журналі Women of Wonder (1975).[12]

## Романи
- Людина в клітці птаха (1971)
- Загублений (1975). У балканізованому Нью-Йорку інженер, що працює у відділі планування стихійних лих у місті, використовує свої знання, щоб викликати лиха. Роман — це розширена версія однойменної повісті " «Неб'юла» 1971 року .
- Темне крило (англ. Dark Wing) (1979) з чоловіком Карлом Вестом. У світі, де медичні знання були заборонені, молодий чоловік виявляє медичний набір, що залишився з минулих часів, який він використовує, щоб допомогти оточуючим людям і прокласти шлях до кращого розуміння науки і медицини.

## Мемуари
- Для фантастичних життів Мартіна Грінберга : автобіографічні нариси письменників відомої наукової фантастики (Southern Illinois University Press, 1981) вона написала «Розширюючий розум», мемуар її молодості та вплив наукової фантастики на розум молодої дівчини.
- Для партнерів Еріка Лейфа Давіна : «Жінки і народження наукової фантастики», 1926—1965 , Маклін надав йому докладний опис переговорів з Джоном Кемпбеллом щодо публікації її ранніх історій.[14]

## Для прослуховування
- X Мінус один : «Картинки не брешуть» (24 жовтня 1956 р.) [Архівовано 3 Березня 2016 у Wayback Machine.]
- Епізод 4 з подкасту Buxom Блондинки з Ray Guns [Архівовано 14 Березня 2019 у Wayback Machine.]  [Архівовано 14 Березня 2019 у Wayback Machine.] (Hannah Wolfe, 17 лютого 2018 р.) Містить дві історії Катерини Маклін.

## Інші посилання
- Кетрін Маклін на IMDb
- Katherine MacLean на сайті Internet Speculative Fiction Database (англ.)

- Твори Кетрін Маклін у проєкті «Гутенберг»